# Прибој (Лесковац)
Прибој је насељено место града Лесковца у Јабланичком округу. Према попису из 2022. било је 465 становника.

## Демографија
У насељу Прибој живи 514 пунолетних становника, а просечна старост становништва износи 42,5 година (40,5 код мушкараца и 44,6 код жена). У насељу има 164 домаћинства, а просечан број чланова по домаћинству је 3,91.
Ово насеље је великим делом насељено Србима (према попису из 2002. године), а у последња три пописа, примећен је пад у броју становника.
|  |

| Демографија | Демографија | Демографија |
| Година      | Становника  | Становника  |
| ----------- | ----------- | ----------- |
| 1948.       | 866         |             |
| 1953.       | 868         |             |
| 1961.       | 821         |             |
| 1971.       | 765         |             |
| 1981.       | 733         |             |
| 1991.       | 693         | 690         |
| 2002.       | 642         | 642         |
| 2011.       | 548         |             |
| 2022.       | 465         |             |

| Етнички састав према попису из 2002.‍ | Етнички састав према попису из 2002.‍ | Етнички састав према попису из 2002.‍ | Етнички састав према попису из 2002.‍ | Етнички састав према попису из 2002.‍ |
| ------------------------------------ | ------------------------------------ | ------------------------------------ | ------------------------------------ | ------------------------------------ |
|                                      |                                      |                                      |                                      |                                      |
| Срби                                 | Срби                                 |                                      | 625                                  | 97,35%                               |
| Роми                                 | Роми                                 |                                      | 17                                   | 2,64%                                |
| непознато                            | непознато                            |                                      | 0                                    | 0,0%                                 |

| Година пописа     | 1948. | 1953. | 1961. | 1971. | 1981. | 1991. | 2002. |
| ----------------- | ----- | ----- | ----- | ----- | ----- | ----- | ----- |
| Број домаћинстава | 140   | 153   | 168   | 183   | 187   | 181   | 164   |

| Број чланова      | 1  | 2  | 3  | 4  | 5  | 6  | 7  | 8 | 9 | 10 и више | Просек |
| ----------------- | -- | -- | -- | -- | -- | -- | -- | - | - | --------- | ------ |
| Број домаћинстава | 14 | 44 | 21 | 15 | 27 | 26 | 13 | 2 | 1 | 1         | 3,91   |

| Пол    | Укупно | Неожењен/Неудата | Ожењен/Удата | Удовац/Удовица | Разведен/Разведена | Непознато |
| ------ | ------ | ---------------- | ------------ | -------------- | ------------------ | --------- |
| Мушки  | 274    | 61               | 191          | 17             | 5                  | 0         |
| Женски | 264    | 23               | 191          | 48             | 2                  | 0         |
| УКУПНО | 538    | 84               | 382          | 65             | 7                  | 0         |

| Пол    | Укупно                    | Пољопривреда, лов и шумарство | Рибарство                            | Вађење руде и камена | Прерађивачка индустрија       |
| ------ | ------------------------- | ----------------------------- | ------------------------------------ | -------------------- | ----------------------------- |
| Мушки  | 149                       | 66                            | 0                                    | 0                    | 27                            |
| Женски | 77                        | 48                            | 0                                    | 0                    | 13                            |
| УКУПНО | 226                       | 114                           | 0                                    | 0                    | 40                            |
| Пол    | Производња и снабдевање   | Грађевинарство                | Трговина                             | Хотели и ресторани   | Саобраћај, складиштење и везе |
| Мушки  | 2                         | 6                             | 9                                    | 3                    | 9                             |
| Женски | 0                         | 0                             | 6                                    | 1                    | 0                             |
| УКУПНО | 2                         | 6                             | 15                                   | 4                    | 9                             |
| Пол    | Финансијско посредовање   | Некретнине                    | Државна управа и одбрана             | Образовање           | Здравствени и социјални рад   |
| Мушки  | 0                         | 0                             | 7                                    | 4                    | 1                             |
| Женски | 0                         | 0                             | 0                                    | 0                    | 3                             |
| УКУПНО | 0                         | 0                             | 7                                    | 4                    | 4                             |
| Пол    | Остале услужне активности | Приватна домаћинства          | Екстериторијалне организације и тела | Непознато            | Непознато                     |
| Мушки  | 1                         | 0                             | 0                                    | 14                   | 14                            |
| Женски | 1                         | 0                             | 0                                    | 5                    | 5                             |
| УКУПНО | 2                         | 0                             | 0                                    | 19                   | 19                            |